# Park Leśny Zdroje
Park Leśny Zdroje (Uroczysko Zdroje) – oddzielony autostradą A6 północno-zachodni fragment Puszczy Bukowej o powierzchni 173 ha, wchodzący w skład lasów komunalnych Szczecina.

## Charakterystyka
Urozmaicona powierzchnia północnej części Wzgórz Bukowych z dominacją drzewostanu bukowego, bukowo-dębowego i sosnowego. Kilka drzew o rozmiarach pomnikowych m.in. dąb o obw. 474 cm i cis pospolity o obw. 143 cm. Przy ul. Grabowej w okresie przedwojennym znajdował się pałac i park Töpfferów, współwłaścicieli cementowni „Stern”. W południowej części kompleksu znajduje się Rezerwat przyrody Zdroje. W północnej części dawne wyrobiska kopalni kredy z pozostałościami infrastruktury.

## Turystyka
Popularne miejsce weekendowego wypoczynku dla mieszkańców Szczecina. Wyznaczono szlaki turystyczne, ścieżki dydaktyczne, punkty widokowe i miejsca do palenia ognisk (Polana Widok i Polana Słoneczna). W pobliżu dwie restauracje („Szmaragd” i „Grota”) oraz hotel „Panorama”. Największą atrakcję stanowią: Jezioro Szmaragdowe i okolice oraz punkty widokowe - Wzgórze Akademickie, Oko na Szczecin, Skórcza Góra i Wzgórze Czanowskie. 
- Szlak Równiny Wełtyńskiej i Pojezierza Myśliborskiego
- Szlak Woja Żelisława
- Szlak do Szwedzkiego Kamienia
- Szlak Familijny przez Park Leśny Zdroje
- Szlak do Jeziora Szmaragdowego

## Galeria

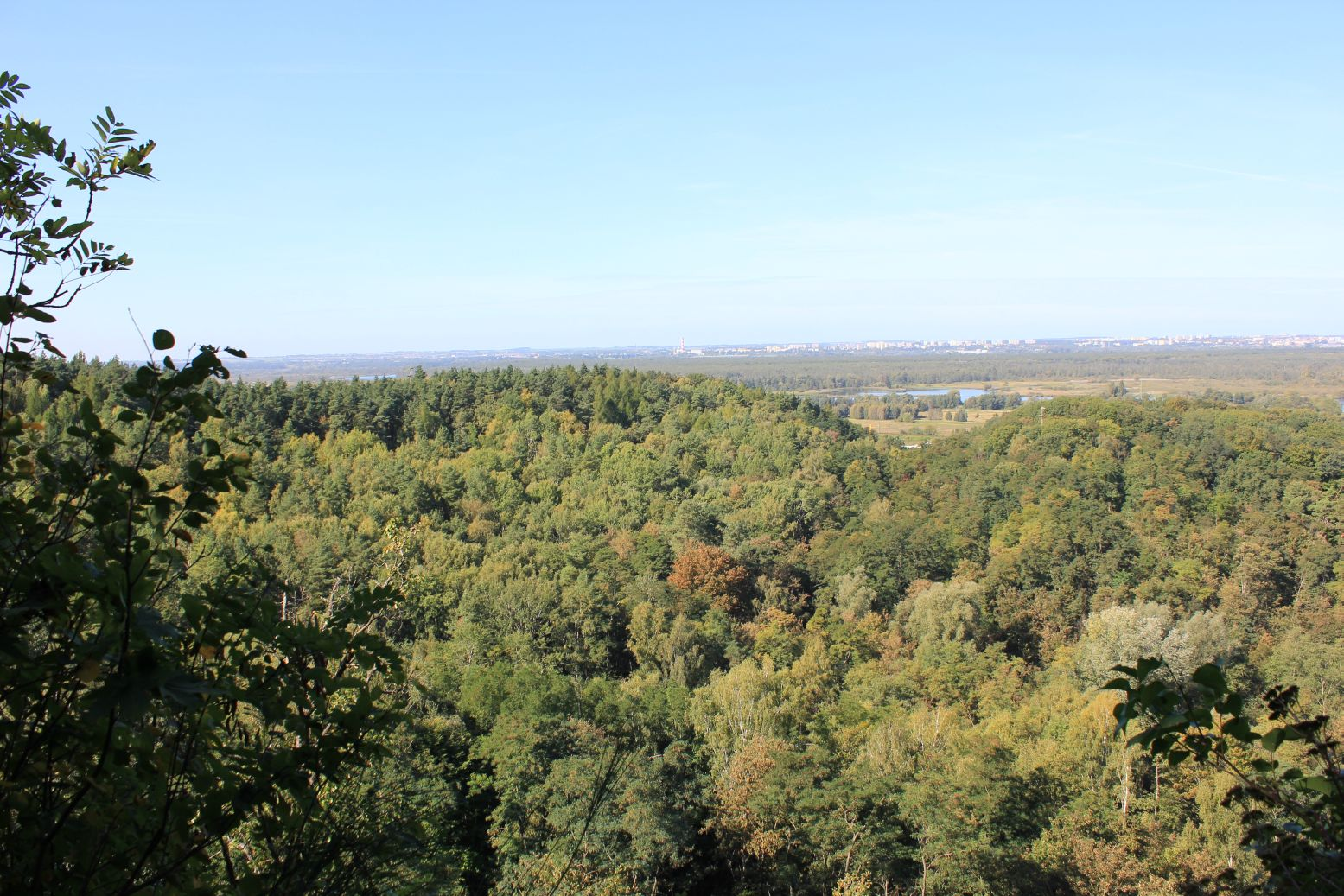
Park Leśny Zdroje zajmujący północną krawędź Wzgórz Bukowych
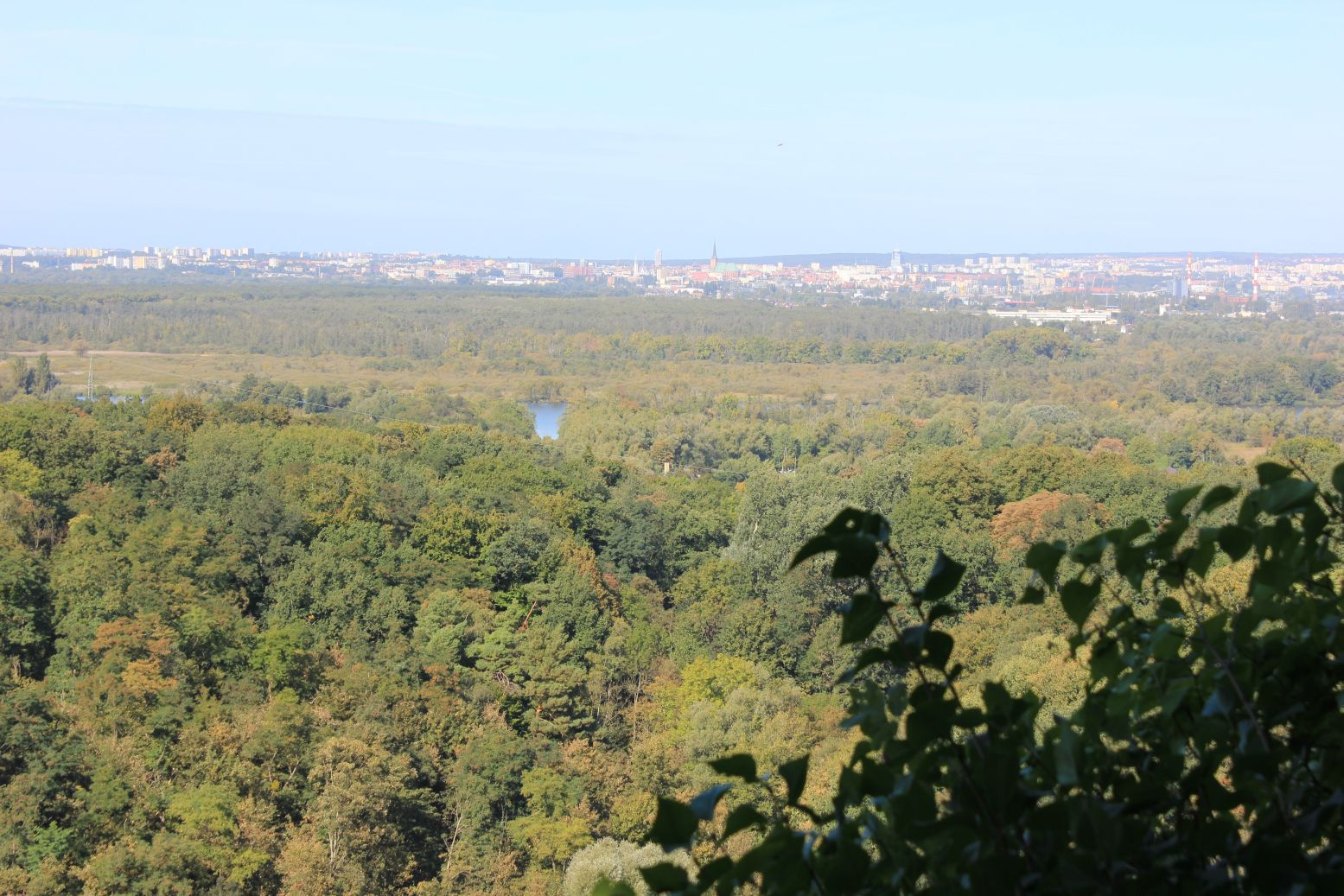
Szczecin i Międzyodrze